# Maršalat Socialistične federativne republike Jugoslavije
Maršalat Socialistične federativne republike Jugoslavije ali Maršalat SFRJ je bil državna ustanova Socialistične federativne republike Jugoslavije. Ustanovljen je bil leta 1953 za pomoč Josipu Brozu - Titu, maršalu SFRJ, pri vodenju države.

## Sestava
- Kabinet vrhovnega poveljnika Jugoslovanske ljudske armade
- Kabinet predsednika Socialistične federativne republike Jugoslavije
- Kabinet soproge Jovanke Broz